# Gustavsbergsområdets naturvårdsområde

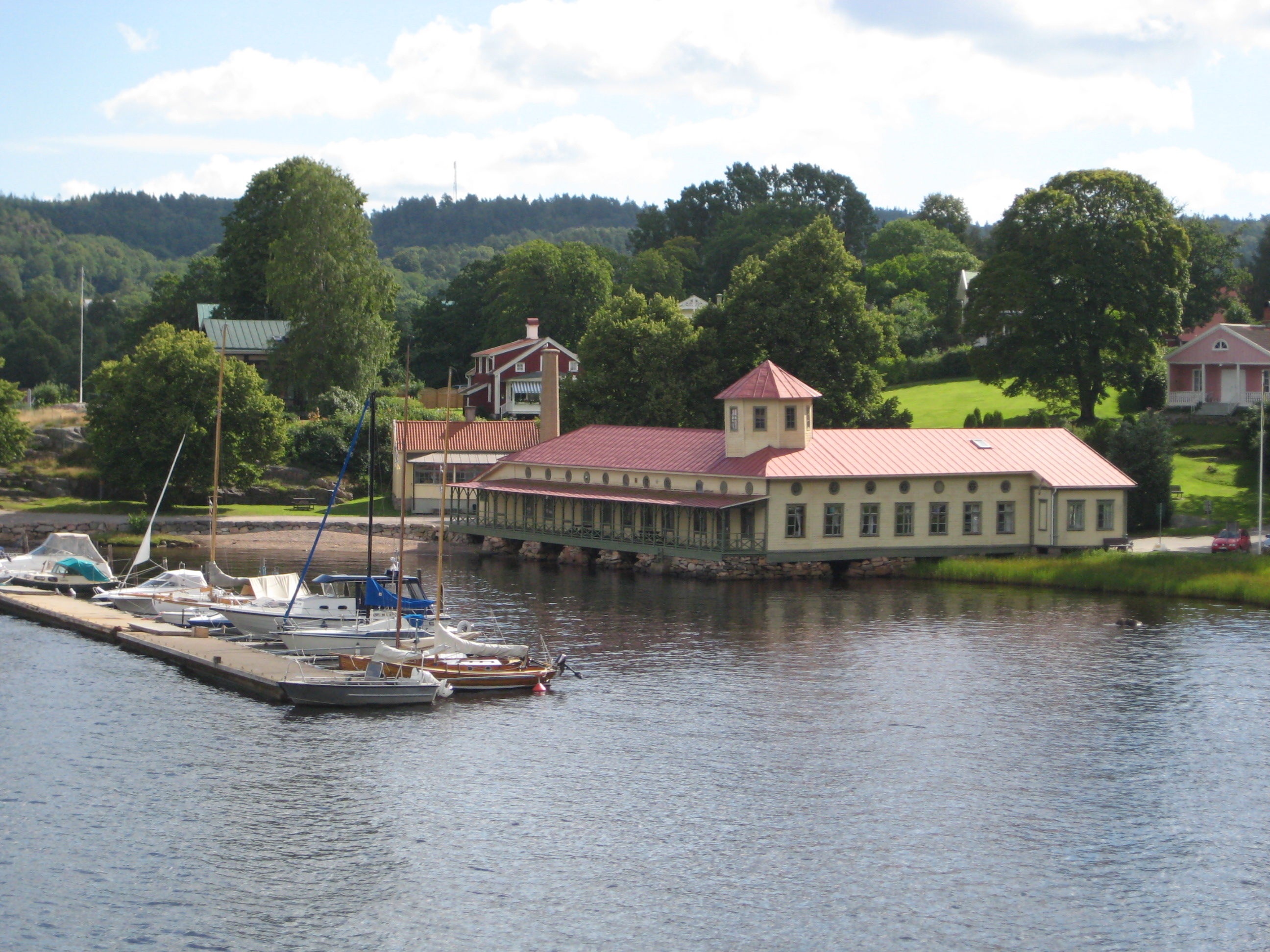
Varmbadhuset i Gustafsberg i Uddevalla

Gustavsbergsområdets naturvårdsområde är ett naturvårdsområde (sedan 1999 likställt med naturreservat) i Uddevalla kommun i Bohuslän. Det är beläget inom den historiska Uddevalla stads område.
Reservatet ligger strax söder om Uddevalla vid sydsidan av Byfjorden och är 278 hektar stort. Det är skyddat sedan 1980 och består av områden med skog, hagmark och strand. Området är i nära kontakt med stadsbebyggelsen i Uddevalla.
I den östra delen av området rinner Bodeleån som skär ner djupt. Ravinsluttningarna präglas av lundvegetation med rik markflora. Där finns även ett rikt fågelliv med bland annat forsärla och strömstare. I ån finns en öringstam.
I sydväst dominerar barrskog med framförallt gran.
Badorten Gustafsberg med anor från 1700-talet ligger centralt i området och omges av attraktiv parkmiljö.  
Området ingår i EU:s ekologiska nätverk av skyddade områden, Natura 2000.